# Маливај Вошингтон
Маливај Вошингтон (енгл. MaliVai Washington; рођен 20. јуна 1969) је бивши амерички тенисер.
Био је финалиста Вимблдона 1996. године, поражен је од Рихарда Крајичека из Холандије. Освојио је укупно четири АТП титуле у појединачној конкуренцији. Најбољи пласман на АТП листи је остварио 1992. године када је био једанаести тенисер света.
Његова старија сестра Михаела је такође била професионална тенисерка.

## Гренд слем финала

### Појединачно: 1 (0–1)
| Исход     | Година | Турнир   | Подлога | Противник       | Резултат      |
| Финалиста | 1996   | Вимблдон | Трава   | Рихард Крајичек | 3–6, 4–6, 3–6 |